# Jenynsia obscura
Jenynsia obscura är en fiskart som först beskrevs av Weyenbergh, 1877.  Jenynsia obscura ingår i släktet Jenynsia och familjen Anablepidae. Inga underarter finns listade i Catalogue of Life.